# Nanassino
Il nanassino è un liquore a base di fico d'India tipico della provincia di Salerno, in particolare della costiera amalfitana e del Cilento.
Di colore giallo più o meno intenso, a seconda del colore delle bucce utilizzate.
Storicamente veniva preparato dalle famiglie benestanti per offrirlo in occasioni particolari e durante le festività.

## Preparazione
Si ottiene mettendo le bucce di fichi d’india in infusione con alcool 95° e con l'aggiunta successiva di uno sciroppo d'acqua e zucchero.
I frutti migliori vengono raccolti maturi a fine agosto, inizio di settembre. Per un litro di alcool si utilizzano circa 10 frutti. In infusione si mette solo la buccia per un periodo di 10 giorni. In seguito si filtra l'infuso e si aggiunge lo sciroppo composto da pari quantità di acqua e di zucchero in quantità variabile a seconda del gusto che si vuole ottenere.